# Ferdinand Minnaert
Ferdinand Minnaert   (Gant, 27 de novembre de 1887 - Gant, 26 d'agost de 1975) va ser un gimnasta artístic belga que va competir a començaments del segle xx.
El 1920 va prendre part en els Jocs Olímpics d'Anvers, on guanyà la medalla de plata en el concurs complet per equips del programa de gimnàstica.
Membre del Partit Comunista de Bèlgica, va ser un senador cooptat entre 1936 i 1939 i entre 1946 i 1949.
Durant la Segona Guerra Mundial va ser arrestat el 10 de maig de 1940 pel govern belga i "transferit" a França. Més tard va ser empresonat al Fort de Breendonk i Mauthausen.